# 키예프의 테오그노스토스

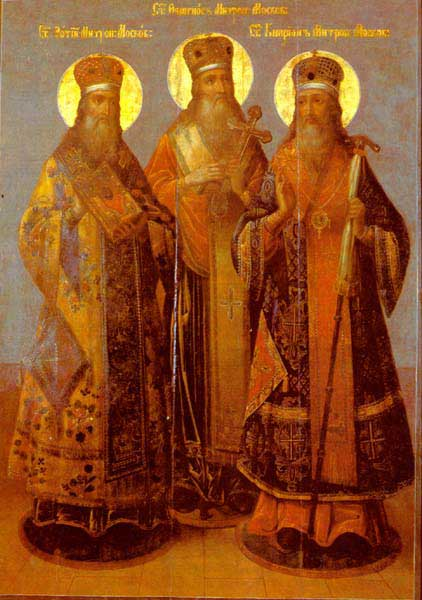

테오그노스토스(러시아어: Феогност; 1353년 3월 11일 사망)는 키예프와 모든 루스의 관구장 주교를 역임한 콘스탄티노폴리스의 세계 총대주교의 주교였다.

## 생애
테오그노스토스는 콘스탄티노폴리스에서 태어났으며 나중에 그의 삶에서 키예프와 모든 루스의 관구장 주교로서 표트르의 후임자가 되었다. 그는 그는 몇년간 볼히니아의 볼로미디미르-볼린스키에서 살던 후에 모스크바를 그의 주요 주교좌로 선택하였다.
노브고로드와 모스크바 대공국의 상호 적대적인 시기에 화해하는 것은 그의 몫이었다. 테오그노스토스는 모든 러시아의 교회들의 귀중품을 구하였고, 금장 칸국을 위해 교회들로부터 조공을 모으기를 거부한 이후 그의 모든 재산을 포기했다. 그는 그러한 대담성으로 인하여 타타르족에게 고문을 당하였다. 마침내 포기하고 러시아 정교회의 기존 특권을 확인한 이는 칸이었다. 화재가 모스크바를 휩쓴 후, 테오그노스토스는 교회들을 복구하기 시작하였다.
1353년에, 그는 자신의 날이 얼마 남지 않았다고 느끼었고, 테오그노스토스는 알렉시이(블라디미르의 주교)를 그의 후계자로 추천하였다. 테오그노스토스는 모스크바의 안식 대성당에 매장되었다. 그는 19세기에 러시아 정교회에 의해 시성되었다.